# Rullstorf
Rullstorf település Németországban, azon belül Alsó-Szászország tartományban. Lakosainak száma 1935 fő (2023. december 31.). Rullstorf Reinstorf, Neetze és Scharnebeck községekkel határos.

## Népesség
A település népességének változása:
| Lakosok száma | 1891 | 1909 | 1911 | 1884 | 1883 | 1935 |
|               | 2016 | 2017 | 2019 | 2021 | 2022 | 2023 |